# 박물관의 긴 밤

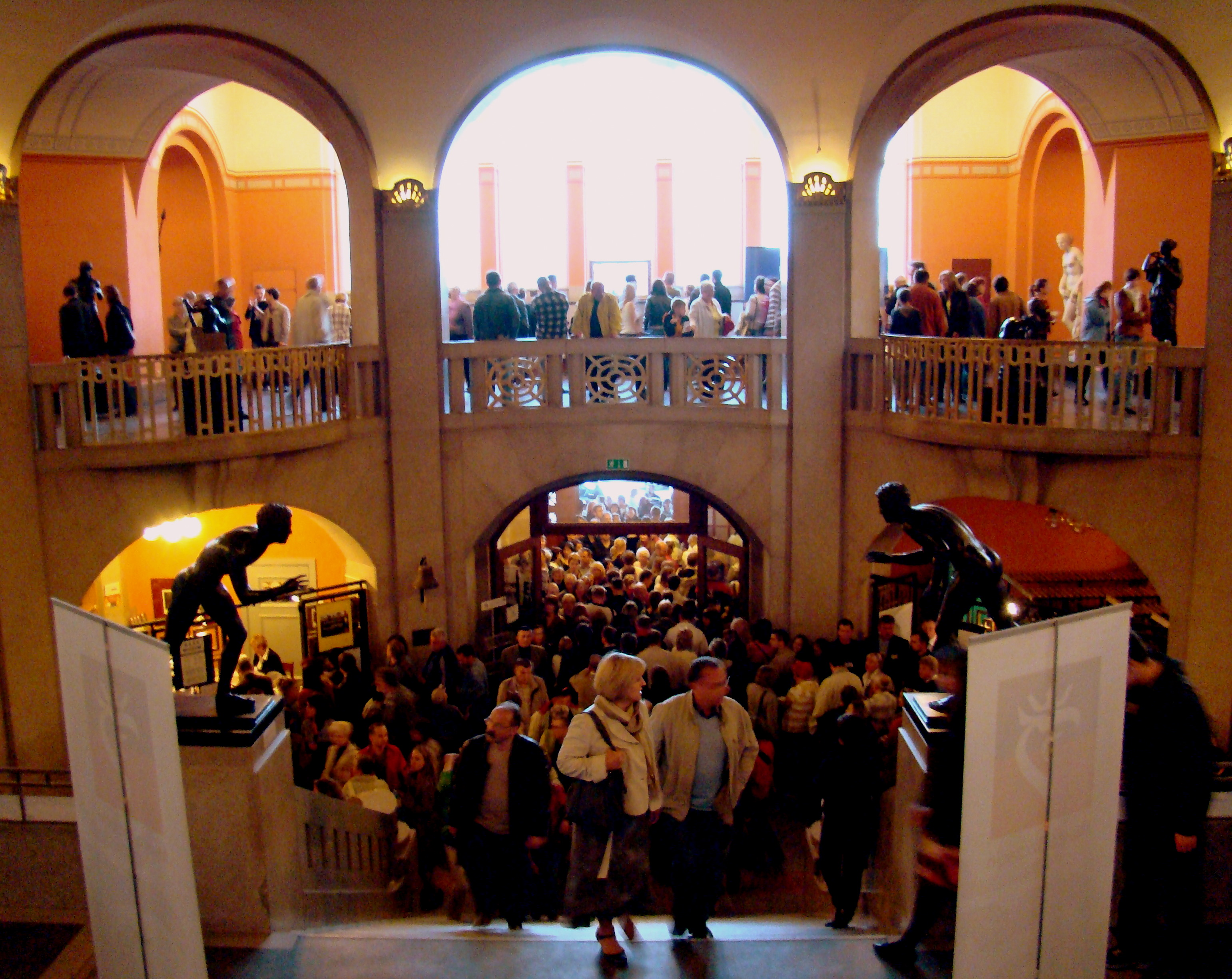
슈체친 국립박물관의 긴 밤 (2005년)

박물관의 긴 밤, 박물관의 밤, 유럽 박물관의 밤은 박물관과 문화 기관이 밤늦게까지 문을 여는 문화 행사다. 방문객에게는 모든 전시에 입장할 수 있는 공통 입장권과 해당 지역 내 무료 대중 교통이 제공된다.
첫 번째 행사는 1997년 베를린(독일어: Lange Nacht der Museen)에서 열렸다. 이 개념은 매우 호평을 받았다. 2005년 유럽 의회, 유네스코, 국제 박물관 협의회가 협력하여 문화 접근성을 개선한다는 목표로 이 이벤트를 홍보했다.
박물관의 밤은 5월 셋째 주 토요일에 열린다.